# Tribo Sa'ar
A tribo Sa'ar (em árabe: قبيلة الصيعر) também soletrado como tribo Sai'ar, é uma tribo beduína iemenita. A tribo encontra-se no centro do Iémen, principalmente no distrito de al-Abr, Raydat como Say'ar e no distrito Hagr As Sai'ar. Os membros da tribo são conhecidos como "os lobos do deserto". De acordo com Wilfred Thesiger, a tribo Sa'ar era temida e odiada por todas as tribos do deserto do sul da Arábia.